# وازگن گابریلیان
وازگن آرشالویسی گابریلیان (ارمنی: Վազգեն Արշալույսի Գաբրիելյան؛ زادهٔ ۲۰ ژانویهٔ ۱۹۳۷) استاد دانشگاه، محقق ادبی و تاریخ‌نگار ادبی اهل ارمنستان است.

## زندگی‌نامه
وی در ۲۰ ژانویه ۱۹۳۷ در آرتیمت به دنیا آمد و از دانشکده فلسفه دانشگاه دولتی ایروان فارغ‌التحصیل گشت. وی برنده جوایزی همچون مدال موسس خورناتسی (۲۰۰۷) و دانشمند شایسته جمهوری ارمنستان (۲۰۱۴) است.